# Mary Shaw (Sängerin)

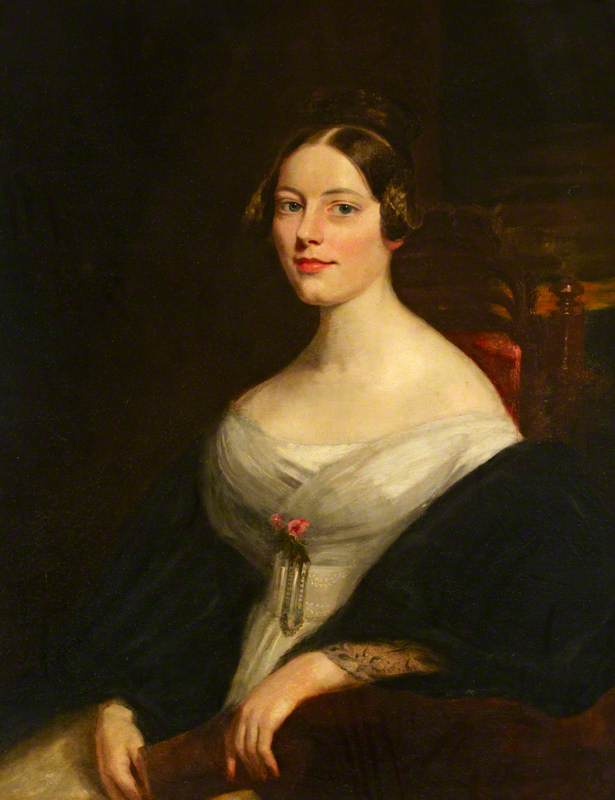
Hermann Winterhalter: Mary Shaw, 1875/1876

Mary Shaw, geb. Postans (* 1814 in Lea, Kent; † 9. September 1876 in Hadleigh Hall, Suffolk) war eine englische Sängerin (Alt/Kontra-Alt), die in den 1830er und 1840er Jahren eine rege internationale Konzert- und Opernkarriere absolvierte. Heute ist sie vor allem für die Rolle der Cuniza in der Uraufführung von Giuseppe Verdis erster Oper Oberto an der Scala im Jahr 1839 bekannt.

## Leben
Mary Shaw wurde als Tochter von Thomas Esq. von Tewkesbury und Agathe Postans in Kent (England) geboren. Von 1828 bis 1831 studierte sie an der Royal Academy of Music in London. Sie nahm anschließend privaten Gesangsunterricht bei George Smart. Ihr Debüt gab sie 1834 als Konzertsängerin in London, in den folgenden fünf Jahren war sie als Konzert- und Oratoriensängerin sehr aktiv. 1835 heiratete sie den Maler Alfred Shaw und trat fortan unter dem Namen Mary Shaw auf. Im selben Jahr trat sie bei den Concerts of Ancient Music in London und beim York Festival auf. 1836 sang sie bei den Festspielen in Norwich und Liverpool, bei letzterem wirkte sie in der englischen Erstaufführung von Felix Mendelssohn Bartholdys Oratorium Paulus am 3. Oktober 1836 mit. 1837 trat sie in mehreren Konzerten in London auf, die von der Royal Philharmonic Society und der Sacred Harmonic Society gesponsert wurden. Außerdem trat sie beim Birmingham Triennial Music Festival auf. 1838/39 war sie als Solistin am Leipziger Gewandhausorchester in 12 Konzerten unter Mendelssohns Leitung engagiert.
Die Wiener Zeitschrift beschrieb im Jahr 1839 ihre Stimme wie folgt: „Mrs. Shaw besitzt einen Contra- und hohen Alt, der in einer wohlklingenden Kopfstimme ausläuft, durchgängig wohl intonirt und der Unterschied der beyden Hauptregister kunstgerecht ausgeglichen. Der ganze Spielraum der mehr als zwey Octaven umfassenden Stimme ist ausgebildet; daher gehorcht auch das mächtige Organ in jeder Lage, bis zum sanftesten Verhallen, dem Willen der Künstlerinn. Es ist ein Vorzug dieser Kehle, daß sie sich im Gebiete des Mezzo-Soprans mit eben so vieler Leichtigkeit bewegt, als in jenem der tenorähnlich colorirten untern Tetrachorde des wahren Contraalts; daß überdies auch die Kopftöne eine bey Altstimmen nicht gewöhnliche Weichheit, Biegsamkeit und Verbindungsfähigkeit besitzen […].“
Ihre Opernkarriere begann Mary Shaw 1839 in Italien, wo sie am Teatro Nuovo di Novara als Arsace in Gioachino Rossinis Semiramide erstmals auf der Bühne stand. Am 17. November 1839 gab sie ihr Debüt an der Scala als Cuniza in der Uraufführung von Giuseppe Verdis erster Oper Oberto. 1842 kehrte sie in ihr Heimatland zurück, wo sie als Erste in England von den hervorragenden Leistungen Verdis berichtete und das Interesse des Musikwissenschaftlers und Kritikers Henry Chorley für den italienischen Komponisten weckte. In den frühen 1840er Jahren war sie am Royal Opera House und am Theatre Royal, Drury Lane in London tätig, wo sie Rollen wie Arsace, Fidalma in Domenico Cimarosas Il matrimonio segreto und Graeme Malcolm sang. 1844 trat sie in der Uraufführung von Julius Benedicts Die Bräute von Venedig an der Drury Lane auf. Ihre Karriere wurde noch im selben Jahr unterbrochen, als ihr Ehemann psychisch erkrankte. Dies belastete sie so sehr, dass sie auf der Höhe ihrer Karriere nicht mehr singen konnte. Für einige Jahre gab sie privat Unterricht und trat nur vereinzelt auf Wohltätigkeitskonzerten auf. Nach dem Tod ihres Mannes im Jahr 1847 heiratete sie den Anwalt J.F. Robinson. Danach trat sie nicht wieder auf. Sie starb 1876 in Hadleigh Hall in Suffolk.